# Camellia hongkongensis
Camellia hongkongensis är en tvåhjärtbladig växtart som beskrevs av Berthold Carl Seemann. Camellia hongkongensis ingår i släktet Camellia och familjen Theaceae. Inga underarter finns listade i Catalogue of Life.

## Bildgalleri

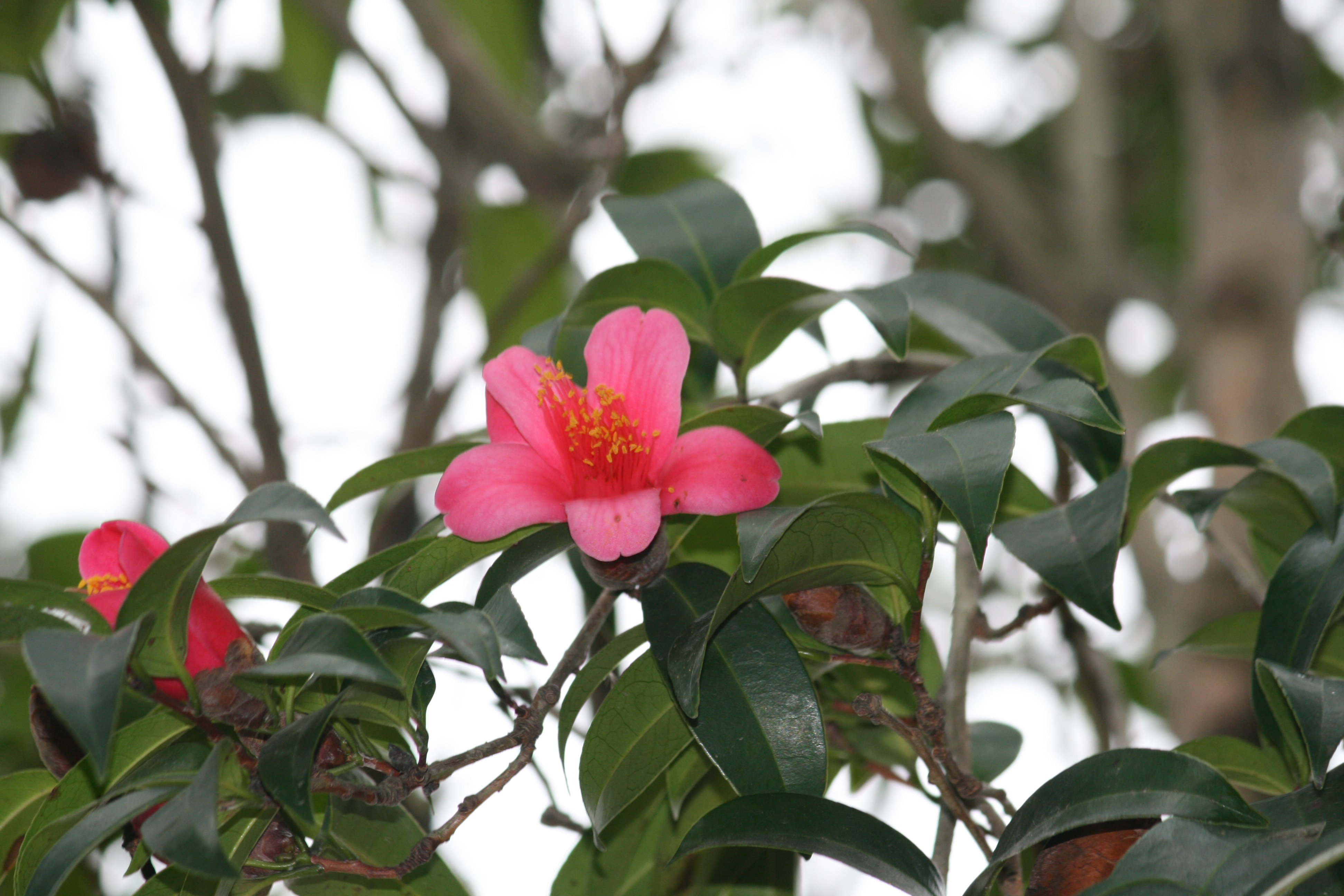